# Hermann von Brauchitsch

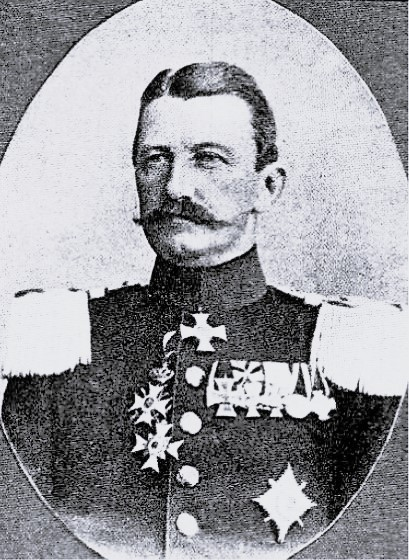
Hermann von Brauchitsch

Hermann Friedrich Wilhelm Adolf von Brauchitsch (* 23. Mai 1840 in Berlin; † 5. Juni 1916 in Leubus) war ein preußischer Generalleutnant.

## Leben

### Herkunft
Er war der Sohn des Geheimen Oberjustizrats und Vizepräsidenten des Oberappellationsgerichts, Adolf von Brauchitsch und dessen Ehefrau Emilie, geborene von Braunschweig (1809–1866). Der spätere General der Kavallerie Bernhard von Brauchitsch war sein älterer Bruder.

### Militärkarriere
Brauchitsch besuchte die Gymnasien in Erfurt und Stettin. Anschließend absolvierte er ab Anfang Mai 1854 das Kadettenhaus Culm und ein Jahr später das Kadettenhaus Berlin. Als Sekondeleutnant wurde er dann am 17. Mai 1859 dem 9. Infanterie-Regiment (Colberg) der Preußischen Armee in Stettin überwiesen. Als solcher wurde er vom 25. Mai bis 3. September 1866 zum I. Bataillon des Landwehr-Regiments Nr. 9 nach Stargard kommandiert und nahm im gleichen Jahr am Krieg gegen Österreich teil. Nach Friedensschluss wurde Brauchitsch unter Beförderung zum Premierleutnant am 30. Oktober 1866 in das neuformierte Infanterie-Regiment Nr. 76 nach Hannover versetzt. Hier versah er seinen Dienst in der 3. Kompanie. 1867 bezog der Verband seine neue Garnison in Hamburg (Stab, I. und II. Bataillon) und Lübeck (Füsilier-Bataillon). Es erhielt die landsmannschaftliche Bezeichnung „Hanseatisches“ und führte ab diesem Zeitpunkt daher den Namen „2. Hanseatisches Infanterie-Regiment Nr. 76“. Vom 25. April 1869 bis zum 25. August 1870 war Brauchitsch Adjutant beim I. Bataillon des Landwehr-Regiments Nr. 76 (Landwehrbezirk Hamburg).
Am 1. September 1870 wurde Brauchitsch zum stellvertretenden Regimentsadjutanten ernannt und nahm mit seinem Regiment, das dem VIII. Armee-Korps unterstellt war, 1870/71 am Krieg gegen Frankreich teil. Er kam bei den Belagerungen von Metz, Toul und Paris sowie bei den Gefechten von Dreux, La Madeleine, Bouvet, Bellême zum Einsatz. Am 2. Dezember 1870 wurde er bei der Schlacht bei Loigny durch einen Schuss in den Nacken schwer verletzt und erhielt das Eiserne Kreuz II. Klasse.
Ab dem 6. März 1871 war er bei der 3. Kompanie und wurde am 20. Mai 1871 unter der Beförderung zum Hauptmann zum Chef der 1. Kompanie ernannt. Unter Stellung à la suite seines Regiments war Brauchitsch vom 1. Juli 1879 bis 15. September 1881 als Kompanieführer an die Unteroffizierschule Potsdam tätig und wurde anschließend als überzähliger Major in das Niederrheinische Füsilier-Regiment Nr. 39 nach Düsseldorf versetzt. Unter Stellung à la suite dieses Regiments folgte am 3. Juni 1882 seine Ernennung zum Kommandeur der Unteroffizierschule Marienwerder. Am 18. September 1886 kehrte Brauchitsch in den Truppendienst zurück und war bis 5. September 1887 Kommandeur des I. Bataillons im 4. Garde-Grenadier-Regiment „Königin“ in Koblenz. Anschließend als Kommandeur des Hannoverschen Jäger-Bataillons Nr. 10 nach Goslar versetzt, wurde Brauchitsch am 10. August 1888 zum Oberstleutnant befördert. Als solchen beauftragte man ihn unter Stellung à la suite am 4. November 1890 mit der Führung des Infanterie-Regiments „Prinz Friedrich der Niederlande“ (2. Westfälisches) Nr. 15 in Minden. Mit der Beförderung zum Oberst am 18. November 1890 wurde Brauchitsch zum Kommandeur dieses Regiments ernannt. Das Kommando gab er am 4. Mai 1894 unter Stellung à la suite dieses Regiments ab, wurde mit der Führung der 17. Infanterie-Brigade in Glogau beauftragt und schließlich am 14. Mai 1894 bei gleichzeitiger Beförderung zum Generalmajor zum Kommandeur der Brigade ernannt.
Am 17. Juni 1897 wurde Brauchitsch unter Verleihung des Charakters als Generalleutnant mit Pension zur Disposition gestellt. Anlässlich des Jubiläums des Infanterie-Regiments „Prinz Friedrich der Niederlande“ (2. Westfälisches) Nr. 15 zeichnete ihn Wilhelm II. am 30. Juni 1913 mit dem Stern zum Kronenorden II. Klasse aus. Brauchitsch war außerdem Inhaber des Roten Adlerordens II. Klasse mit Eichenlaub, des Ehrenkreuz II. Klasse des Schaumburg-Lippischen Hausordens, des Sankt-Stanislaus-Orden I. Klasse sowie Großoffizier des Ordens von Oranien-Nassau.
Er setzte sich in der Nähe Glogaus zur Ruhe.

### Familie
Brauchitsch hatte sich am 20. Januar 1874 in Hannover mit Helene Breithaupt (1851–1936) verheiratet. Aus der Ehe gingen folgende Kinder hervor:
- Vally (* 1874)
- Kurt (1876–1916), zuletzt Hauptmann und Kompaniechef im Grenadier-Regiment „König Wilhelm I.“ (2. Westpreußisches) Nr. 7. Er verstarb an seiner am 22. August 1914 bei Virton erlittenen schweren Verwundung.
- Helene (* 1879) ⚭ Hans von Luck, Oberst a. D.

## Einzelnachweis
1. ↑  Kurt von Priesdorff: Soldatisches Führertum. Band 8, Hanseatische Verlagsanstalt Hamburg, o. O. [Hamburg], o. J. [1941], DNB 367632837, S. 383, Nr. 2658.

| Personendaten    | Personendaten                                                         |
| ---------------- | --------------------------------------------------------------------- |
| NAME             | Brauchitsch, Hermann von                                              |
| ALTERNATIVNAMEN  | Brauchitsch, Hermann Friedrich Wilhelm Adolf von (vollständiger Name) |
| KURZBESCHREIBUNG | preußischer Generalleutnant                                           |
| GEBURTSDATUM     | 23. Mai 1840                                                          |
| GEBURTSORT       | Berlin                                                                |
| STERBEDATUM      | 5. Juni 1916                                                          |
| STERBEORT        | Leubus                                                                |